# Poranthera oreophila
Poranthera oreophila är en emblikaväxtart som beskrevs av David A. Halford och Rodney John Francis Henderson. Poranthera oreophila ingår i släktet Poranthera och familjen emblikaväxter. Inga underarter finns listade i Catalogue of Life.